# Géographie de la Tunisie
La géographie de la Tunisie est marquée par les contrastes régionaux. La Tunisie est le pays le plus au nord du continent africain. Il est séparé de l'Europe par 140 kilomètres au niveau du canal de Sicile et rattaché au Maghreb dont il est le plus petit État.
Disposant d'une superficie de 163 610 km2,, le pays est limité à l'ouest par l'Algérie (965 kilomètres de frontière commune), au sud-est par la Libye (459 kilomètres) et au nord et à l'est par la mer Méditerranée (2 290 kilomètres de côtes).
La Tunisie s'étend entre les latitudes 31° et 37° nord et entre les longitudes 7° et 12° est et présentant une forme plus étendue sur l'axe nord-sud que sur l'axe est-ouest. C'est en Tunisie que se trouve le point le plus au nord du continent africain, le cap Angela ou Ras Angela. En effet, les deux lieux les plus distants selon l'axe nord-sud, le cap Blanc et Borj el-Khadra, sont séparés de 1 200 kilomètres tandis que la largeur moyenne sur l'axe est-ouest est de 280 kilomètres. Le pays se trouve entièrement sur le fuseau horaire UTC+01:00.

## Géographie physique

### Généralités
| Superficie  | Surface couverte d'eau | Terres cultivées | Terres urbanisées | Forêts | Terres inexploitées |
| ----------- | ---------------------- | ---------------- | ----------------- | ------ | ------------------- |
| 163 610 km2 | 5 %                    | 32 %             | 0,5 %             | 12 %   | 50,5 %              |

Les terres cultivées représentent 4,9 millions d'hectares dont 1,6 consacrés à la culture des céréales (majoritairement du blé dur dans la vallée de la Medjerda), 1,6 consacrés à la culture de l'olivier (principalement dans le Sahel tunisien et le gouvernorat de Sfax) et 400 000 hectares consacrés aux cultures irriguées. Au sein des terres inexploitées, le désert occupe une superficie comprise entre 33 % et 40 % du territoire selon qu'on le définisse d'après l'aridité (en général la surface située au sud de l'isohyète 100 mm) ou selon des caractéristiques paysagères (ramené au Grand Erg oriental).

### Relief et géomorphologie

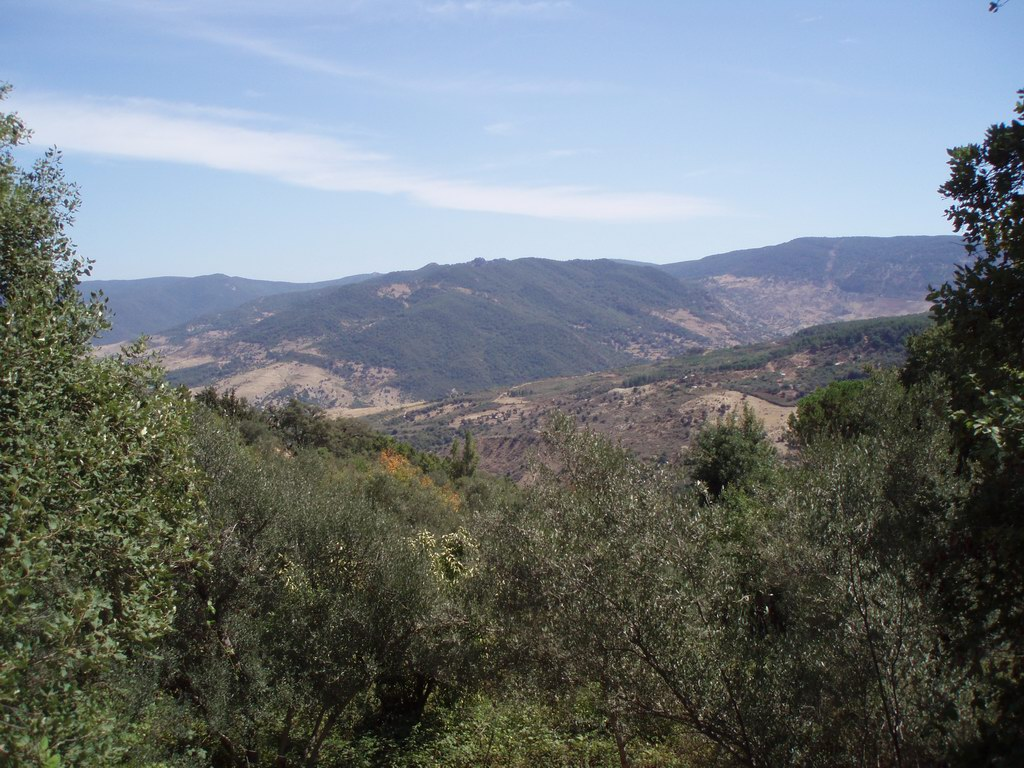
Paysage de Kroumirie.

La Tunisie possède un relief contrasté, entre une partie septentrionale et occidentale montagneuse, une partie orientale plane et une partie méridionale désertique. Le Nord-Ouest de la Tunisie se situe dans l'extension du massif montagneux de l'Atlas qui naît au Maroc en deux grands alignements orientés ouest — est : l'Atlas tellien qui suit le littoral méditerranéen et l'Atlas saharien qui s'abaisse vers le cap Bon et le golfe d'Hammamet.
Entre le littoral nord et la riche vallée de la Medjerda s'étire l'Atlas tellien — aussi appelé Tell septentrional ou monts de la Medjerda — en trois grands alignements de moins en moins élevés jusqu'à atteindre le littoral oriental entre le cap Blanc et Ghar El Melh : les montagnes de Kroumirie culminant à 1 000 mètres, les monts Nefza culminant à 600 mètres et les Mogods culminant à 500 mètres.
Au sud se déroule la vallée de la Medjerda alimentée par de nombreux cours d'eau (oueds Mellègue, Tessa, Béja et Zarga) à laquelle succède une zone de collines irrégulières, les monts de Téboursouk, entre la ville du Kef et le golfe de Tunis.
Il s'agit du Haut Tell. La dorsale tunisienne, chaîne calcaire, s'étend pour sa part des monts de Tébessa (Algérie) vers la péninsule du cap Bon. Elle se compose de groupes montagneux alternant avec des plateaux escarpés et des dépressions : les monts de Tébessa (1 385 m), le djebel Chambi (1 544 m), le djebel Semmama (1 314 m), le djebel Serj (1 357 m), le djebel Zaghouan (1 295 m) et le djebel Sidi Abd er-Rahmane dans le cap Bon (637 m). Vers le sud, l'Atlas se réduit à des îlots montagneux (cherb) disséminés au-dessus de hautes plaines : le djebel Mrhila (1 378 m) et le djebel Salloum (1 373 m). Une région plane de hautes steppes, à l'ouest, et de basses steppes, plus à l'est, s'intercale avec le sud désertique et se trouve sillonnée par quelques alignements montagneux résiduels (orientés ouest — est) : le djebel Majoura (874 m), le djebel Bou Hedma (790 m), le djebel Orbata (1 165 m) et le djebel Asker (608 m).

### Hydrologie

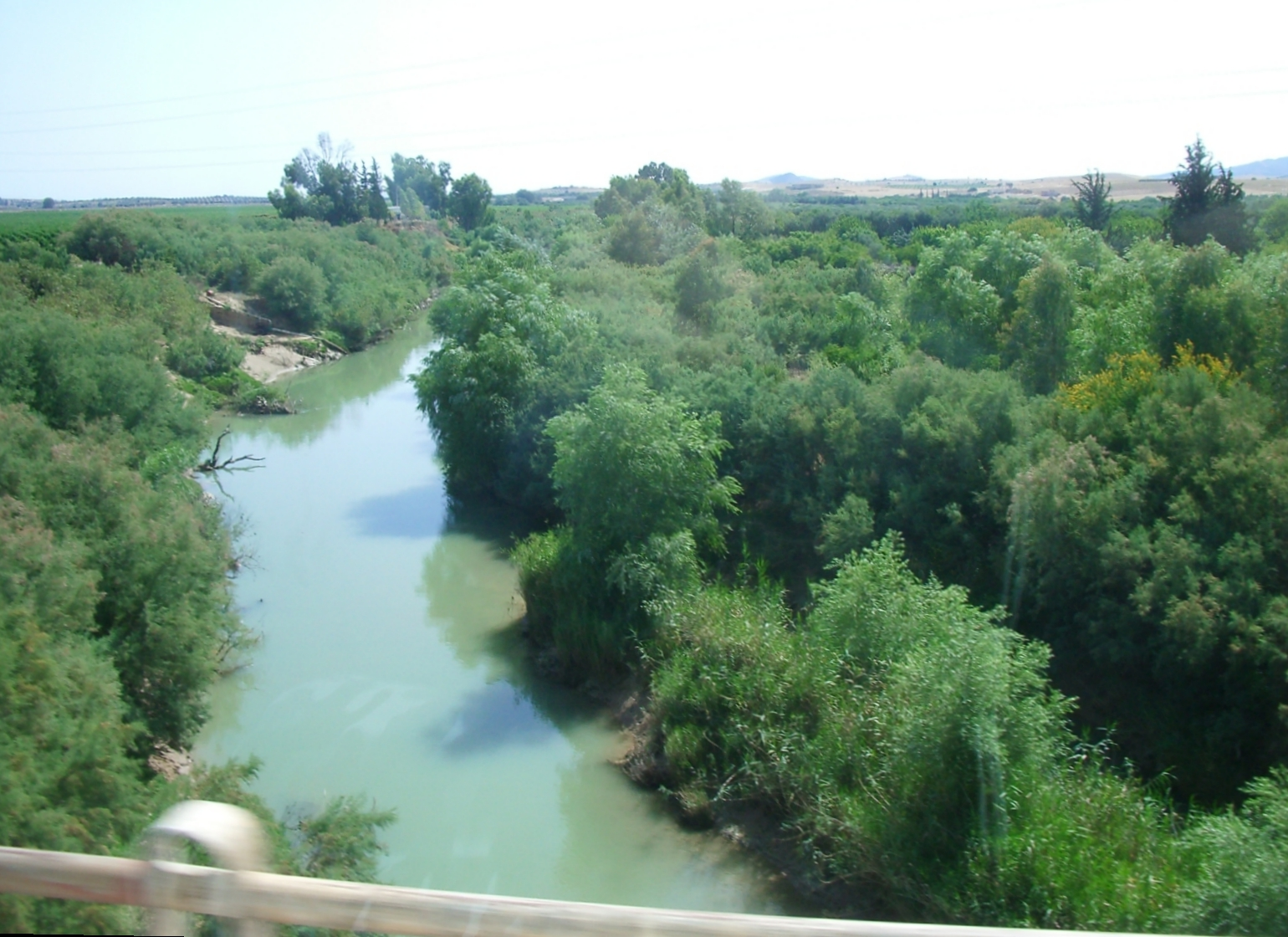
Cours de la Medjerda.

Les ressources hydrauliques en Tunisie sont estimées à 4,503 milliards de m3 disponibles, dont 2,7 sont des eaux de surface et 1,803 sont des eaux souterraines, ce qui est faible en comparaison des autres pays du Maghreb.
Le Nord du pays rassemble les principaux oueds, dont la Medjerda, et reçoit les plus grandes quantités de précipitations (plus de 400 millimètres par an) : il fournit donc 81 % des ressources en eau de surface du pays.
Le centre (entre 400 et 200 millimètres par an) et le Sud du pays (inférieur à 200 et souvent à 100 millimètres par an) sont caractérisés par l'aridité et l'endoréisme : ils ne fournissent donc que 12 % et 6 % des ressources, alors qu'ils représentent 62 % de la superficie du pays, mais accueillent l'essentiel des ressources souterraines. Ces dernières ont permis à la surface des oasis de doubler largement sur trente ans, passant de 15 000 à 36 000 hectares irrigués.
L'intérêt pour la construction de grands barrages et le transfert d'eau potable vers Tunis remonte à l'époque du protectorat français. Après l'indépendance, la réalisation de grands ouvrages destinés à l'irrigation continue, principalement dans le Nord du pays. La croissance urbaine accélérée du début des années 1980 se traduit par une augmentation sensible de la demande hydraulique. Le cinquième plan (1977-1981) vise donc la réalisation de quatre grands barrages mettant en place un système d'exploitation et de transfert des eaux vers les autres régions de Tunisie. L'engagement de l'État se confirme avec la stratégie décennale de mobilisation des ressources en eaux mise en place durant les années 1990 avec la réalisation de 21 grands barrages, 203 barrages collinaires, 610 nouveaux forages et 98 stations d'épuration. En 2000, le taux de réalisation du projet est estimé à 70 % par le ministère de l'Agriculture. Toutefois, un déficit des ressources se profile à l'horizon 2030 et la maîtrise de la demande deviendrait alors prioritaire.
L'agriculture est le premier consommateur d'eau du pays (80 % des ressources) avec une superficie irriguée passant de 65 000 hectares en 1956 à environ 345 000 au début du XXIe siècle.
Les principaux plans d'eau incluent des lacs, lagunes et sebkhas dont les plus importants sont :
- le lac de Bizerte (12 000 hectares) ;
- le lac Ichkeul (10 000 hectares) ;
- le lac de Tunis (4 000 hectares) ;
- la lagune de Ghar El Melh (3 135 hectares) ;
- la sebkha Ariana : cuvette de 5 000 hectares située au nord du lac de Tunis, dont elle est séparée par la plaine de La Soukra, et coupée du golfe de Tunis par un cordon dunaire littoral entre Raoued et Gammarth ;
- la sebkha Séjoumi : cuvette de 3 900 hectares située à l'ouest de Tunis ;
- la sebkha Sidi El Hani située dans la région du Sahel.

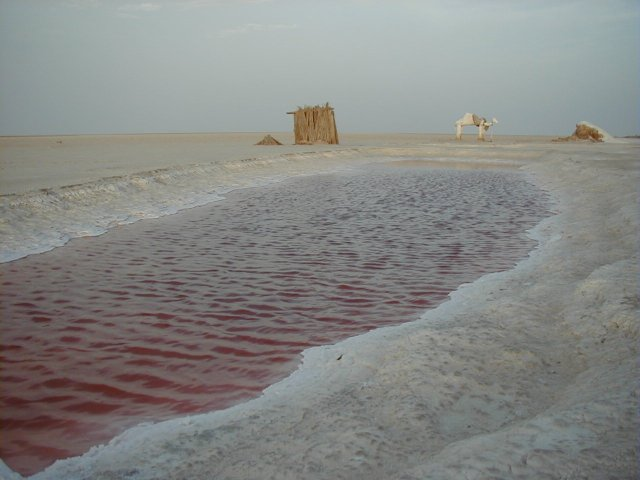
Chott el-Jérid : la plus importante sebkha du pays.

### Climat
Le climat de la Tunisie, qui varie grandement selon les régions, est de type méditerranéen dans le Nord et le long des côtes, semi-aride à l'intérieur du pays et aride dans le Sud. Les températures moyennes pour l'ensemble du pays sont de 12 °C en décembre et de 30 °C en juillet.
En raison de sa situation géographique, le climat tunisien est influencé par les vents marins et sahariens. La côte nord est exposée aux vents soufflant depuis le Sud de la France, ce qui provoque une baisse significative des températures et une hausse des précipitations en particulier en hiver. Dans le Sud du pays, les vents chauds et secs soufflent sur les grandes étendues désertiques ainsi que sur les plaines. Le printemps et l'été voient apparaître le sirocco (dénommé shehili en Tunisie), vent d'origine saharienne qui peut facilement faire grimper la température au-dessus des 40 °C.

### Faune et flore

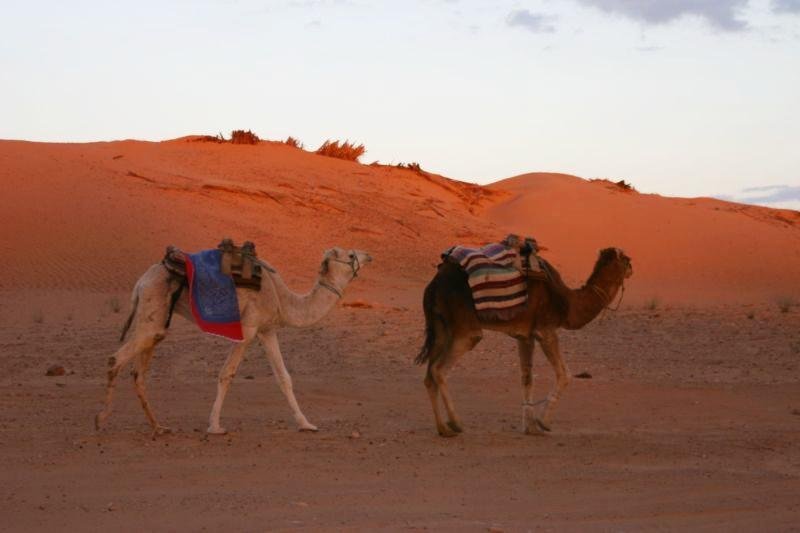
Dromadaires en relâche aux environs de Ksar Ghilane.

La flore varie beaucoup en fonction des régions. Alors que celle des régions côtières est semblable à celle de l'Europe méridionale et comprend prairies, garrigue, maquis et forêts de chênes-lièges, la végétation du Sud du pays, qui s'adapte aux conditions climatiques semi-arides, est de type steppique avec une dominance de l'alfa. Dans les régions arides de l'extrême Sud, les oasis sont plantées de palmiers-dattiers.

### Environnement
Huit aires naturelles, identifiées comme zones prioritaires, ont été érigées en parcs nationaux. Le parc national de l'Ichkeul, qui s'étend sur 12 600 hectares, est inscrit sur la liste du patrimoine mondial de l'Unesco depuis 1980. Il abrite 600 espèces de plantes et 200 000 à 300 000 oiseaux d'eau hivernants (180 espèces différentes). Il existe également seize réserves naturelles qui ont pour but d'être un habitat pour des espèces ayant une valeur écologique et économique et en tant qu'écosystèmes vulnérables.
Selon une étude du programme méditerranéen du WWF, la région côtière du Nord-Ouest figure parmi les treize sites du bassin méditerranéen qui se distinguent par leur richesse naturelle, leur biodiversité et leurs espèces végétales et animales uniques.

## Milieux naturels

### Littoral

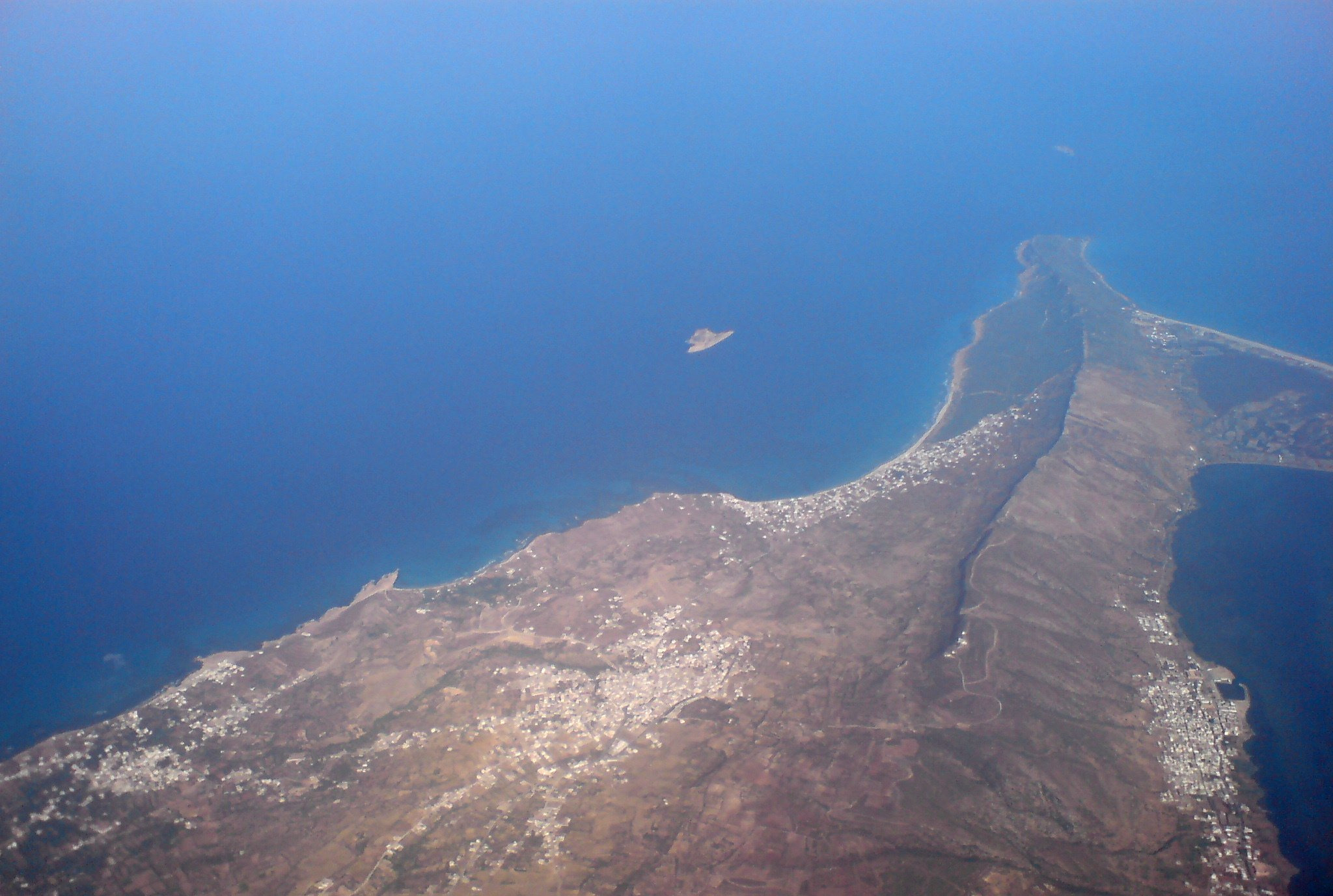
Vue aérienne du littoral nord (Raf Raf et Ghar El Melh).

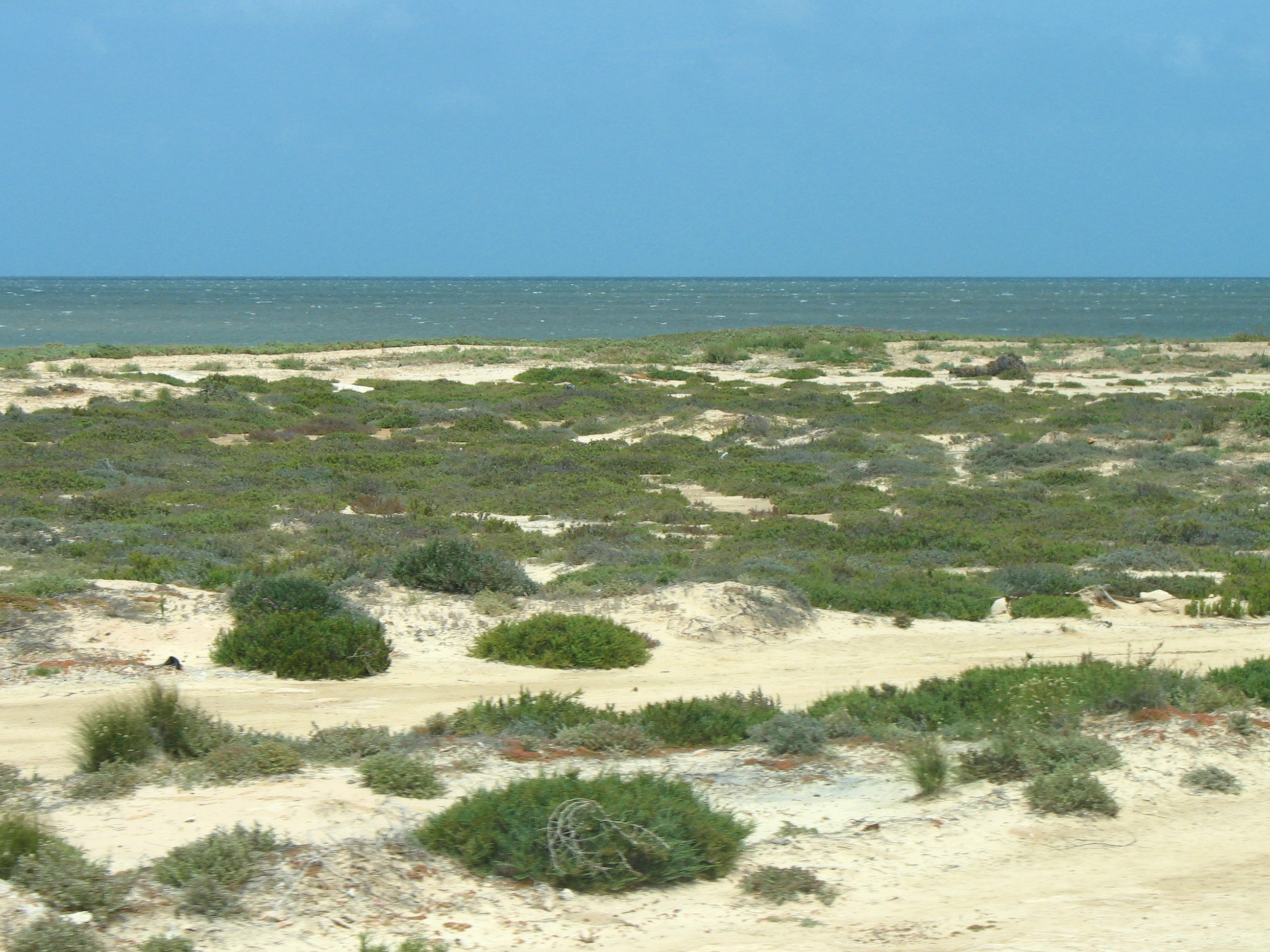
Côte sud de Djerba.

Le littoral tunisien se déroule sur 2 290 kilomètres dont 575 de plages sablonneuses. La côte, assez découpée mais relativement basse, est parsemée de tombolos (Monastir ou Téboulba) et de lagunes (Hergla, Moknine ou Zarzis).
Quelques îles, dont l'archipel des Kerkennah et Djerba, parsèment les côtes.

### Plaines côtières
La partie orientale du pays est formée de grandes plaines s'étendant de Hammamet à Ben Gardane. La plus importante, entre Hammamet et Sfax, est désignée sous le nom de Sahel. Des plaines latérales comme celle de Kairouan la rejoignent au centre de la Tunisie. Elle est prolongée au sud de Sfax jusqu'à la frontière avec la Libye par la plaine de la Djeffara.
C'est une région peu accidentée et formant par endroits des cuvettes comme les sebkhas Kelbia, Sidi El Héni, En Noual et El Melah pour ne citer que les plus étendues.

### Désert saharien

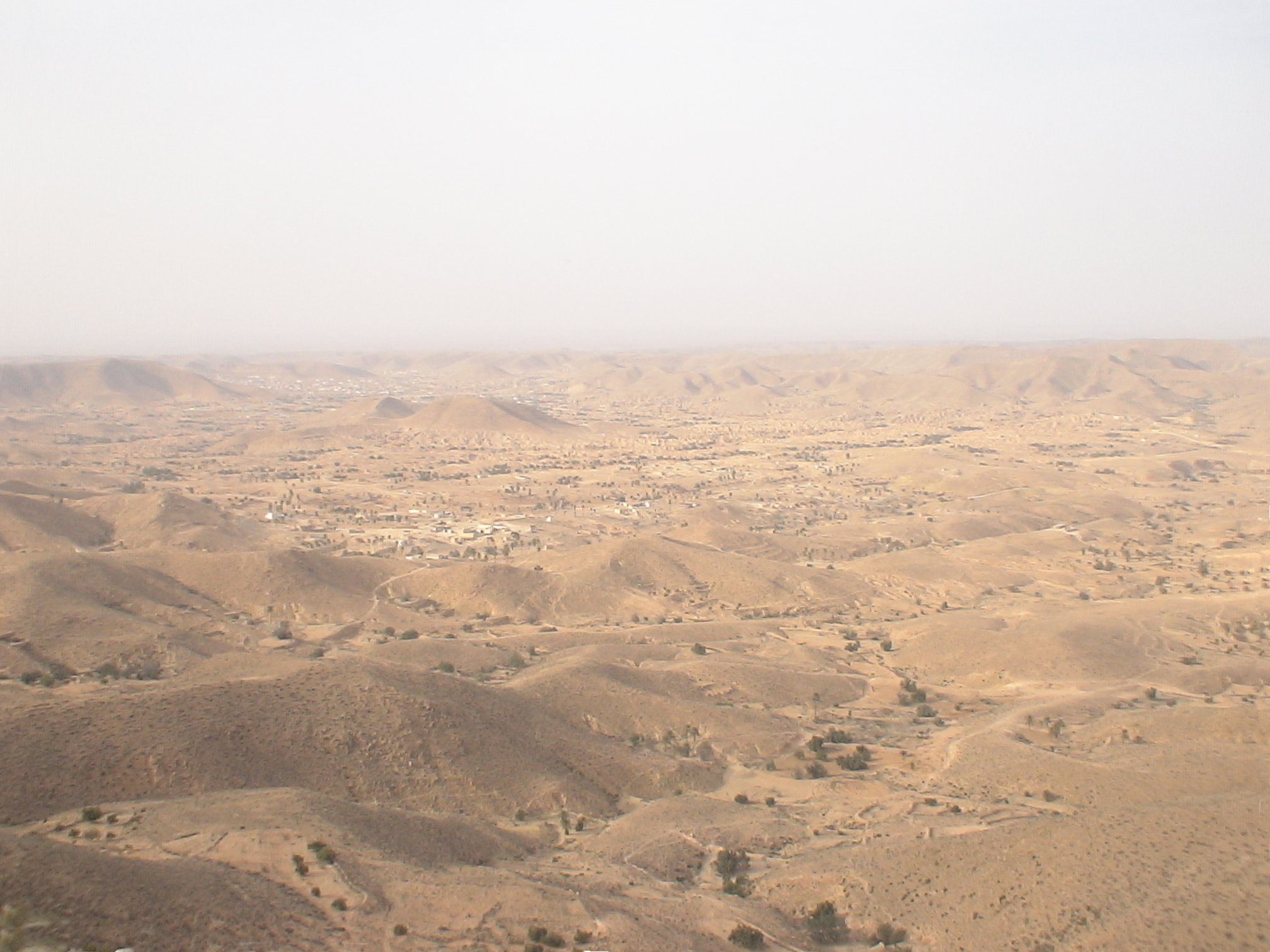
Paysage du Sud tunisien.

Au-delà des chaînes de montagnes débutent les prémisses du désert du Sahara avec une succession de chotts, vastes dépressions blanchies par les efflorescences salines, que sont le Chott el-Jérid, le Chott el-Fejaj et le Chott el-Gharsa. Ils sont bordés au sud et à l'est par des plateaux rocheux (hamadas) s'élevant en pente douce vers des cuvettes pierreuses et sableuses (serirs) bordées de petites chaînes de montagnes : le Djebel Tebaga (469 m), les monts de Matmata (713 m) et le Djebel Dahar (689 m). Plus au sud s'étendent les dunes du Grand Erg oriental.

## Géographie humaine

### Peuplement et urbanisation
Le territoire tunisien s'articule en trois espaces inégalement peuplés selon un gradient intérieur-littoral (ouest-est).
1. Littoral oriental peuplé : Les treize gouvernorats côtiers, entre le gouvernorat de Bizerte au nord-est et celui de Médenine au sud-est, totalisent 65,3 % de la population totale avec une forte densité de population (140 habitants par km2 contre une moyenne nationale de 64). La tendance depuis les années 1970 est à la hausse (59,5 % en 1975) avec une croissance démographique annuelle de 2,31 % sur la période 1975-2004 (contre 1,99 % au niveau national). Elle résulte en partie d'un solde migratoire largement positif (+112 787 sur la période 1999-2004). La part de population urbaine représente 75 % (65 % pour le pays).
2. Bande médiane rurale : Les gouvernorats de Béja, Siliana, Zaghouan, Kairouan et Sidi Bouzid totalisent 16,7 % de la population (19,6 % en 1975 soit une baisse liée au fort déficit migratoire interne) qui est urbaine à hauteur de 30 % seulement.
3. Bande occidentale peu peuplée : Les gouvernorats s'étendant entre ceux de Jendouba et Tozeur représentent 18,1 % de la population avec une densité très faible de vingt, due à l'extension des espaces montagneux de la dorsale tunisienne et désertiques (Chott el-Jérid et Grand Erg oriental). La part de la population baisse (20,6 % en 1975) en raison des migrations intérieures.

### Géographie économique
Le territoire tunisien s'articule en trois espaces inégalement développés sur le plan socio-économique selon un gradient intérieur-littoral (ouest-est).
1. Littoral oriental développé : L'économie des treize gouvernorats côtiers, entre le gouvernorat de Bizerte au nord-est et celui de Médenine au sud-est, est diversifiée et c'est l'industrie qui se démarque le plus avec la concentration de 85 % des établissements industriels du pays et même de 87,5 % de l'emploi dans ce secteur économique.
2. Bande médiane agricole : L'agriculture est la principale activité économique des gouvernorats de Béja, Siliana, Zaghouan, Kairouan et Sidi Bouzid car elle a pu bénéficié d'investissements importants notamment pour l'irrigation. Il existe toutefois des centres industriels locaux importants comme à Mateur où à Zaghouan avec le desserrement industriel de l'agglomération de Tunis.
3. Bande occidentale « déprimée » : Dans les gouvernorats de l'ouest du pays, si l'activité touristique a apporté un essor économique depuis les années 1970 dans le sud du pays, le secteur minier est en crise comme à Gafsa pour l'exploitation du phosphate et dans le gouvernorat du Kef pour celle des métaux.

### Découpage administratif

Carte des 24 gouvernorats de Tunisie.

La Tunisie est découpée en 24 gouvernorats et 264 délégations de superficies et de populations inégales. Il existe également 281 municipalités ou communes urbaines assimilées à des zones de population urbaine — c'est ainsi qu'est comptabilisée la population urbaine du pays — mais ne correspondant pas à des villes car il s'agirait plutôt de l'agglomération de plusieurs noyaux urbains ayant des liens entre eux et à côté desquels subsistent des espaces agricoles.
Considérant que le nombre des gouvernorats était trop élevé pour optimiser l'exécution des politiques de l'État tunisien, il est décidé de découper le territoire en six régions de planification à partir du VIe plan (1982-1986)[réf. nécessaire] :
1. Nord-Est : gouvernorats de Bizerte (numéro 4 sur la carte ci-contre), Tunis (23), l'Ariana (1), La Manouba (13), Ben Arous (3), Zaghouan (24) et Nabeul (16).
2. Nord-Ouest : gouvernorats de Jendouba (7), Béja (2), Le Kef (11) et Siliana (19).
3. Centre-Est : gouvernorats de Sousse (20), Monastir (15) et Mahdia (12).
4. Centre-Ouest : gouvernorats de Kairouan (8), Kasserine (9) et Sidi Bouzid (18).
5. Sud-Est : gouvernorats de Sfax (17), Gabès (5), Médenine (14) et Tataouine (21).
6. Sud-Ouest : gouvernorats de Gafsa (6), Tozeur (22) et Kébili (10).